# Yofortierit
Yofortierit (IMA-Symbol Yof) ist ein sehr selten vorkommendes Mineral aus der Mineralklasse der „Silikate und Germanate“ mit der chemischen Zusammensetzung Mn2+5Si8O20(OH)2·7H2O und damit chemisch gesehen ein wasserhaltiges Mangan-Silikat mit zusätzlichen Hydroxidionen. Strukturell gehört Yofortierit zu den Schichtsilikaten (Phyllosilikaten).
Yofortierit kristallisiert im monoklinen Kristallsystem und entwickelt faserige bis nadelige Kristalle, die meist in radialstrahligen, büscheligen oder kugeligen Aggregaten angeordnet sind und einen seidenähnlichen Glanz zeigen. Das Mineral kommt in verschiedenen Farben von rosa bis violett, rötlich bis orangebraun sowie beige bis dunkelbraun bzw. bronzefarben vor. Seine Strichfarbe ist allerdings immer hellrosa.

## Etymologie und Geschichte

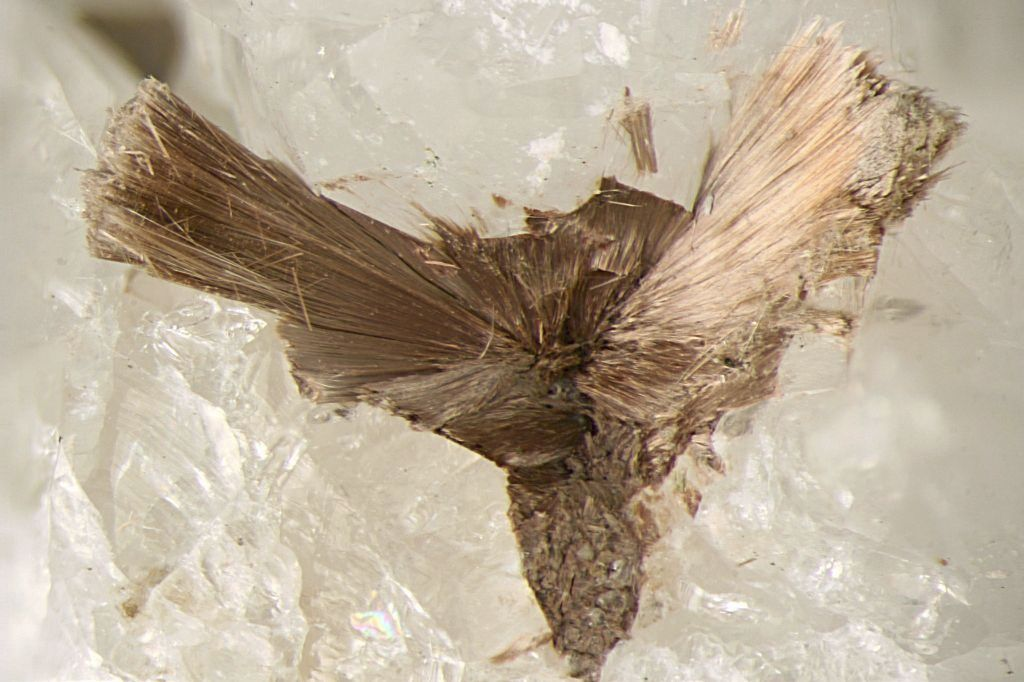
Hellrosa Yofortierit, eingebettet in farblosem Analcim vom Steinbruch Poudrette, Mont Saint-Hilaire, Kanada (Sichtfeld 6,9 mm × 4,7 mm)

Erstmals entdeckt wurde Yofortierit am Mont Saint-Hilaire in der kanadischen Provinz Québec und beschrieben 1975 durch Guy Perrault, Yves Harvey und Raymond Pertsowsky, die das Mineral nach dem damaligen Direktor der Geological Survey of Canada Yves Oscar Fortier benannten.
Typmaterial des Minerals wird in der École polytechnique de Montréal (Katalog-Nr. 13017), dem Royal Ontario Museum in Toronto (Katalog-Nr. M33627) und dem Canadian Museum of Nature in Ottawa, Kanada; im National Museum of Natural History in Washington, D.C., USA (Katalog-Nr. 131952); im Natural History Museum in London, England (Katalog-Nr. 1975,418) sowie in der Universität von Paris, im Muséum national d’histoire naturelle und der Mines ParisTech (École des mines) in Paris, Frankreich aufbewahrt.

## Klassifikation
In der veralteten 8. Auflage der Mineralsystematik nach Strunz ist der Yofortierit noch nicht verzeichnet.
Im zuletzt 2018 überarbeiteten und aktualisierten Lapis-Mineralienverzeichnis nach Stefan Weiß, das sich aus Rücksicht auf private Sammler und institutionelle Sammlungen noch nach dieser alten Form der Systematik von Karl Hugo Strunz richtet, erhielt das Mineral die System- und Mineral-Nr. VIII/H.33-030. In der „Lapis-Systematik“ entspricht dies der Klasse der „Silikate und Germanate“ und dort der Abteilung „Schichtsilikate“, wo Yofortierit zusammen mit Falcondoit, Ferrisepiolith, Kalifersit, Loughlinit, Palygorskit, Sepiolith, Tuperssuatsiait und Windhoekit die unbenannte Gruppe VIII/H.33 bildet.
Die von der International Mineralogical Association (IMA) zuletzt 2009 aktualisierte 9. Auflage der Strunz’schen Mineralsystematik ordnet den Yofortierit ebenfalls in die Abteilung der „Schichtsilikate (Phyllosilikate)“ ein. Diese ist allerdings weiter unterteilt nach der Struktur der Schichten, so dass das Mineral entsprechend seinem Aufbau in der Unterabteilung „Einfache tetraedrische Netze aus 6-gliedrigen Ringen, verbunden über oktaedrische Netze oder Bänder“ zu finden ist, wo es nur noch zusammen mit Palygorskit und Tuperssuatsiait die „Palygorskitgruppe“ mit der System-Nr. mit der System-Nr. 9.EE.20 bildet.
Auch die vorwiegend im englischen Sprachraum gebräuchliche Systematik der Minerale nach Dana ordnet den Yofortierit in die Klasse der „Silikate und Germanate“ und dort in die Abteilung der „Schichtsilikate: modulierte Lagen“ ein. Hier ist er zusammen mit Palygorskit, Tuperssuatsiait und Kalifersit in der „Palygorskit-Sepiolithgruppe (Palygorskit-Untergruppe)“ mit der System-Nr. 74.03.01a innerhalb der Unterabteilung „Schichtsilikate: modulierte Lagen mit verbundenen Streifen“ zu finden.

## Kristallstruktur
Yofortierit kristallisiert monoklin in der Raumgruppe C2/m (Raumgruppen-Nr. 12) mit den Gitterparametern a = 14,1686(12) Å; b = 17,8583(16) Å; c = 5,2919(5) Å und β = 105,878(1)° sowie vier Formeleinheiten pro Elementarzelle.
14,1686

## Bildung und Fundorte

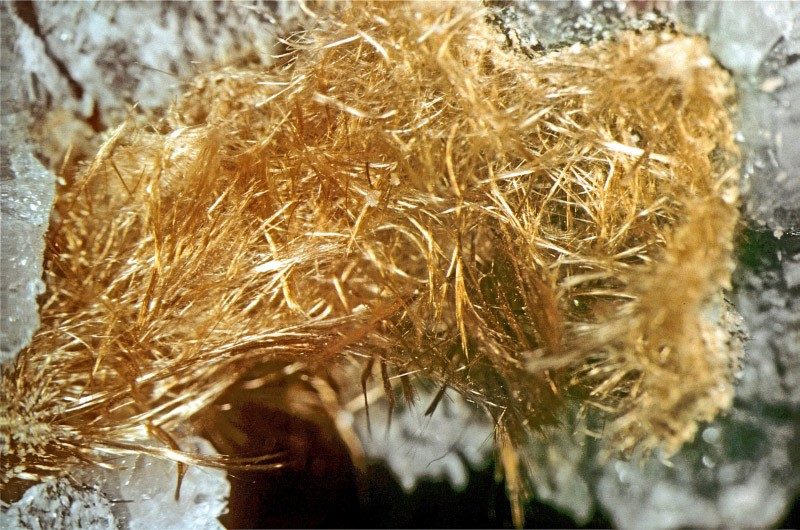
Ungewöhnlicher, goldfarbiger und lockenförmiger Yofortierit aus der Grube Demix-Varennes, Kanada (Sichtfeld 14,0 mm × 9,3 mm)

Yofortierit bildet sich in der Spätphase hydrothermaler Vorgänge in Pegmatit-Adern innerhalb von Nephelin-Syeniten. Als Begleitminerale treten unter anderem Aegirin, Albit, Analcim, Eudialyt, Mikroklin, Polylithionit und Serandit auf.
Neben seiner Typlokalität Mont Saint-Hilaire, genauer im Steinbruch Poudrette, trat das Mineral in Kanada bisher nur noch im Steinbruch Demix-Varennes zwischen Saint-Amable und Varennes in der Provinz Québec zutage.
Des Weiteren fand man Yofortierit unter anderem noch am Kvanefjeld bei Narsaq im Süden Grönlands, in den Steinbrüchen bei Aris im Bezirk Windhoek in Namibia, in einem Natrolithstock am Berg Karnassurt im Gebirgsmassiv Lowosero-Tundra (Oblast Murmansk) auf der russischen Halbinsel Kola und im Steinbruch Jones Mill bei Magnet Cove im Hot Spring County des US-Bundesstaates Arkansas.